# Meroplinthus
Meroplinthus là một chi bọ cánh cứng trong họ 
Elateridae.
Chi này được miêu tả khoa học năm 1891 bởi Candèze.

## Các loài
Các loài trong chi này gồm:
- Meroplinthus ambrosius Costa, 1975
- Meroplinthus costae Golbach, 1984
- Meroplinthus decorus Costa, 1975
- Meroplinthus schneideri (Schwarz, 1906)
- Meroplinthus trilineatus (Lucas, 1859)
- Meroplinthus trinotatus (Candèze, 1882)